# Јон Антонеску
Јон Виктор Антонеску (рум. Ion Victor Antonescu; Питешти, 15. јун 1882 — Жилава, 1. јун 1946) је био премијер и вођа (conducător) Румуније током Другог светског рата.
Антонеску је направио савез са Хитлером, и омогућио Нацистичкој Немачкој приступ румунским нафтним пољима. Међу Антонескуовим мотивима за савез је била мржња према бољшевизму у Совјетском Савезу, и жеља за ослобађањем Бесарабије и северне Буковине. Антонеску је 1941. године на састанку Сила осовине одбио да освоји и прикључи Банат Румунији настојећи да са не уруши односе са Југославијом. Том приликом је изјавио и да "би на Хитлеровом месту оставио Југославију на миру“ и "да би пре пресекао вене него окупирао макар и два центиметра Југославије“.
Када су Совјетске снаге ушле у Румунију Антонеску је ухапшен, и предат Совјетима. Суђено му је пред Народним трибуналом у Букурешту 1946. године и проглашен је кривим за издају румунског народа у корист Нацистичке Немачке, економско и политичко покоравање Румуније Немачкој, сарадњу са Гвозденом гардом, убиства политичких противника, масовна убиства цивила и злочине против мира, као и за учешће у немачкој инвазији на СССР. Осуђен је на смрт, и стрељан 1. јуна у затвору у Жилави.

## Галерија
- Јон Антонеску у Минхену
- Транскрипт меморандума који су румунски политичари Јулију Манију и Дину Братијану послали Антонескуу, у ком су изнели своја мишљења о ратној политици
- Јон Антонеску и Мусолини у Риму новембра 1940. године